# Johann Christoph Neupert
Johann Christoph Neupert (* 8. Dezember 1842 in Münchberg, Oberfranken; † 7. September 1921 in Bamberg) war ein deutscher Klavierbauer und der Gründer der Hof-Pianofortefabrik J. C. Neupert.

## Leben
Nach dem Besuch der Gewerbeschule in Wunsiedel und einer Schreinerlehre bei seinem Vater begann er eine Klavierbauerlehre bei der Oldenburger Klavierfabrik Seidel. Nach Tätigkeiten in Klavierbauunternehmen im In- und Ausland, darunter bei Johann Baptist Streicher in Wien, gründete er 1868 in Münchberg eine eigene Klavierfabrik. 1874 verlegte er den rasch wachsenden Betrieb nach Bamberg. 1900 gründete er ein Verkaufsgeschäft in Nürnberg (an der Museumsbrücke). Nach erfolgter Ausbildung übernahmen 1918 die drei Söhne des Gründers die Firma. Fritz (1872–1952) wurde die technische Leitung übertragen, Reinhold (1874–1955) die kaufmännische Führung und Julius (1877–1970) die musikalische Beratung und Künstlerwerbung. In der dritten Generation wurde die Firma von je einem Sohn der drei Brüder weitergeführt. Wolf Dieter Neupert (* 1937), Enkel von Fritz, übernahm in der vierten Generation die Firma in alleiniger Verantwortung.
Zu den Pianisten, die auf Neupert-Konzertflügeln spielten, gehörten  Max Reger,  Elly Ney, Walter Gieseking, Wilhelm Kempff, August Schmidt-Lindner, Edwin Fischer, Wilhelm Backhaus und Richard Staab.
J. C. Neupert war ein passionierter Sammler von historischen Tasteninstrumenten. Die von seinen Nachfahren weitergeführte, heute über 300 Exponate umfassende „Klavierhistorische Sammlung Neupert“ befindet sich seit 1968 geschlossen im Germanischen Nationalmuseum Nürnberg.
Auf der Grundlage dieser Sammlung baute Neupert seit 1906 Cembali, dann auch Spinette, Klavichorde und Hammerflügel. Damit wurde die Firma die größte ihrer Art in Deutschland und die weltälteste unter den heute mit Cembalobau befassten Werkstätten.
Johann C. Neupert war Mitglied der Hofer Freimaurerloge Zum Morgenstern.